# HC Vipers Plzeň
HC Vipers Plzeň (celým názvem: Hockey Club Vipers Plzeň) byl český klub ledního hokeje, který sídlil v Plzni v Plzeňském kraji. Založen byl v roce 1999, zanikl v roce 2016. V letech 2013–2016 působil v Plzeňské krajské soutěži – sk. B, šesté české nejvyšší soutěži ledního hokeje.
Své domácí zápasy odehráva na zimním stadionu Košutka s kapacitou 255 diváků.

## Přehled ligové účasti
Stručný přehled
Zdroj:
- 2010–2012: Plzeňská krajská soutěž – sk. B (6. ligová úroveň v České republice)
- 2012–2013: Plzeňská krajská soutěž – sk. A (5. ligová úroveň v České republice)
- 2013–2016: Plzeňská krajská soutěž – sk. B (6. ligová úroveň v České republice)

Jednotlivé ročníky
Zdroj:
Legenda: ZČ - základní část, červené podbarvení - sestup, zelené podbarvení - postup, fialové podbarvení - reorganizace, změna skupiny či soutěže
| Česko (2010 – 2016) |                                 |           |          |                                       |            |
| Sezóny              | Soutěž                          | Úroveň    | ZČ       | Play-off, nadstavba, sk. o udržení... | Poznámky   |
| 2010/11             | Plzeňská krajská soutěž – sk. B | 6. úroveň | 4. místo |                                       |            |
| 2011/12             | Plzeňská krajská soutěž – sk. B | 6. úroveň | 2. místo | Vítěz                                 | Postup     |
| 2012/13             | Plzeňská krajská soutěž – sk. A | 5. úroveň | 9. místo |                                       | sk. o udr. |
| 2013/14             | Plzeňská krajská soutěž – sk. B | 6. úroveň | 3. místo | Čtvrtfinále                           |            |
| 2014/15             | Plzeňská krajská soutěž – sk. B | 6. úroveň | 7. místo | Čtvrtfinále                           |            |
| 2015/16             | Plzeňská krajská soutěž – sk. B | 6. úroveň | 9. místo |                                       | Sestup     |